# 鶴岡市小真木原野球場
鶴岡市小真木原野球場（つるおかし・こまぎはらやきゅうじょう）は、山形県鶴岡市小真木原町の小真木原公園内にある野球場。愛称は鶴岡ドリームスタジアム。NPO法人鶴岡市スポーツ協会が指定管理者を受託する。

## 歴史
第二次世界大戦後、酒井忠良（旧庄内藩主酒井家16代当主）は、鶴ヶ岡城（鶴岡公園）の百間堀跡の広大な敷地を鶴岡市に寄付し、市は跡地に鶴岡市野球場を整備した。
しかし、歳月の経過とともに同球場も老朽化が目立ってきたため、市はべにばな国体における球技場として新造した小真木原陸上競技場等など体育施設が立地する市南西部の小真木原公園内に新球場を整備する方針を決定。1997年に着工した。
当初は国内の多くの野球場のように、フィールドは内野：クレー舗装、外野：天然芝で整備することになっていたが、中学生チームのハワイ遠征で全面芝の球場を体験した地元の野球連盟から「内野も芝の球場は見ていても美しい。ぜひ内野にも芝生を植えてほしい」との要望が出されていたことを踏まえ、市は内外野総天然芝のフィールドを整備することを固め、1999年6月5日に開場した。総事業費は19億200万円。また愛称は公募によって、「鶴岡ドリームスタジアム」と決まった。
新球場の開場に伴い旧市野球場は閉鎖、解体され、跡地には鶴岡タウンキャンパス（慶應義塾大学先端生命科学研究所、致道ライブラリー、東北公益文科大学大学院）が設置された。
1999年の開場当時、日本国内に現存するアマチュア公式戦開催規格を充足する野球場では唯一、内外野総天然芝のフィールドを有する野球場であった。その後神戸総合運動公園野球場、宮崎県総合運動公園硬式野球場など、プロ公式戦規格の野球場も後に続いた。
鶴岡ドリームスタジアムは収容人員の関係もありプロ野球の一軍公式戦の開催は難しいが、ファーム公式戦は年1～2回前後行われている。
また、アマチュア野球の強化拠点としては進境著しい。国際試合は内外野総天然芝のフィールドで行われるケースが多いことから、開場した1999年7・8月にはアマチュア野球日本代表の強化合宿で早速使用され、以後もしばしば使用されている。また2000年のシドニー五輪の際には、キューバ代表が時差調整のため事前合宿に使用した。
内外野総天然芝のフィールドを有するスタジアムの草分けで、シーズン中は大会期間などを別にすれば、週2回はグラウンドを休ませて終日管理に充てるなど、芝の管理を徹底しており、冬場の降雪時でも芝は雪の下でも尚蒼さを保つ程、天然芝（とりわけ洋芝）の管理のスキルは全国でも屈指のレベルを誇っている。
2014年よりスコアボードを改修し、パネル式だった選手名表示がLED式となる。

## 主な利用実績
- 1999年6月5日  開設。

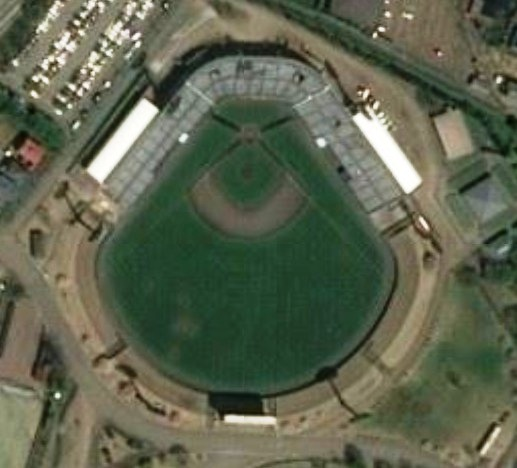
衛星図

- 1999年7月 全日本強化合宿（大田垣監督）。
- 1999年8月 キューバ対全日本　親善試合。
- 2000年
  - 5月「ワールドベースボールウイークインジャパン」プロ野球イースタン・リーグ　日本ハム vs ヤクルト／ヤクルト vs 日本ハム（同じ組み合わせだが主催チームを入れ替えて2連戦をした）。
  - 8月 全日本オリンピック選手選考合宿（大田垣監督）。
- 2000年8月 キューバナショナルチーム　オリンピック壮行試合 キューバvs山形しあわせ銀行。
- 2001年7月 全日本強化合宿（後藤監督）。
- 2002年9月 プロ野球イースタンリーグ　巨人vs日本ハム。
- 2003年9月 第35回IBAFワールドカップ 全日本代表選考合宿（応武監督）★長嶋監督視察。
- 2004年9月 プロ野球イースタンリーグ　巨人vs日本ハム。
- 2005年
  - 5月 鶴岡ドリームゲーム（欽ちゃん球団）茨城ゴールデンゴールズ vs 鶴岡ドリームス。
  - 7月 AA K-Ball アジア大会。
  - 8月 プロ野球イースタンリーグ　楽天vs巨人。
  - 8月 東京大学野球部 夏期強化合宿10周年。
- 2007年
  - 6月 全日本強化合宿（垣野監督）。
  - 7月 プロ野球イースタンリーグ　楽天vs巨人。
  - 8月 全日本強化合宿（垣野監督）。
- 2009年
  - 7月 第37回 日米大学野球選手権大会 第4戦。
  - 8月 プロ野球イースタンリーグ　楽天vs日本ハム。

## 交通
- JR鶴岡駅前2番バスのりばより庄内交通バス「湯田川温泉・坂の下・越沢」行で「稲生二丁目」下車、徒歩約5分
- 山形自動車道・鶴岡インターチェンジより車で約10分
- 羽田空港から庄内空港まで飛行機で約1時間。庄内空港より車で約25分
- 敷地内の駐車場はイベント開催に関わらず基本的に無料